# Dobre (Rypin)
Pour les articles homonymes, voir Dobre.
Dobre est une localité polonaise de la voïvodie de Couïavie-Poméranie et du powiat de Rypin.